# Cantonul Banon
Cantonul Banon este un canton din arondismentul Forcalquier, departamentul Alpes-de-Haute-Provence, regiunea Provence-Alpes-Côte d'Azur, Franța.

## Comune
- Banon (reședință)
- L'Hospitalet
- Montsalier
- Redortiers
- Revest-des-Brousses
- Revest-du-Bion
- La Rochegiron
- Saumane
- Simiane-la-Rotonde